# Ramaria terrea
Ramaria terrea är en svampart som beskrevs av Schild 1990. Ramaria terrea ingår i släktet Ramaria och familjen Gomphaceae.   Inga underarter finns listade i Catalogue of Life.